# Кал
Кал е почва и прах, размесени (суспендирани) във вода. Те образуват гъста течност, която има кафяво-жълт, червеникав или черен цвят. При наводнения кални свлачища могат да станат огнища на зараза. Някои животни като охлюви, жаби и червеи живеят в калта. Други като прасетата и слоновете се къпят с кал, която ги предпазва от слънцето. За някои хора калните бани с лечебна кал са благоприятни за здравето. Калта е използвана също така за строителен материал, особено в миналото. Колибите се строят от кал и слама, а кирпичените тухли се бъркат от кал и слама и след това се пекат или сушат на слънцето. В Йемен все още се строят колективни жилища от кирпич, достигащи до 7 – 8 етажа.